# Trop (pieśń)
Trop – nazwa nadawana zbiorowo kilku gatunkom muzycznym, z których wszystkie opierają się na poszerzaniu fragmentów istniejącego już wcześniej odcinka chorału gregoriańskiego poprzez wstawki tekstowe, muzyczne lub tekstowo-muzyczne (tzw. interpolacje). Istnieją trzy rodzaje tropu:
- opierający się na dodaniu melizmatu – czyli ornamentu muzycznego śpiewanego na jednej samogłosce;
- prosula, prosa, verba lub versus – trop opierający się na dodaniu tekstu do istniejącego wcześniej melizmatu;
- laudes lub versus – trop opierający się na nowym wersie lub wersach, zawierających i tekst, i muzykę.

Tropy wywodzą się z VIII–IX wieku, a ich prawzorów doszukuje się w Grecji. Tropy upowszechniły się wkrótce w Rzymie, a potem w kulturze średniowiecznego Zachodu w kręgu klasztorów benedyktynów. Układane były po łacinie, a później także w językach narodowych. Początkowo tropy pisane były ozdobną prozą, następnie heksametrem lub wierszem sylabicznym. Około XI wieku wprowadzono do tropów rym. 
Tropowaniu podlegały najczęściej krótkie teksty lub sformułowania liturgiczne, takie jak Kyrie eleison, Sanctus, Ite, missa est czy Alleluja. Współcześnie w mszale znajdują się również tzw. kyrie tropowane – jak np. „Panie, który zostałeś posłany, aby uzdrowić skruszonych w sercu, zmiłuj się nad nami”, w którym początkowe „Panie, zmiłuj się nad nami” zostało poszerzone wewnętrznym tropem tekstowo-muzycznym. 
Uznaje się, że tropy muzyczne (melizmaty) dodawane do słowa Alleluja, tzw. jubilacje, doprowadziły w rezultacie do powstania nowego gatunku: sekwencji. Niektórzy badacze upatrują także początków motetu w tropowaniu głosu duplum organum melizmatycznego pisanego techniką discantową.
Bogurodzica jest konglomeratem tropów pochodzących z różnych czasów, z czego jej najstarsza część, tzw. postać pierwotna, powstała w początkach XIV wieku. Starym tropem jest pieśń wielkanocna Krystus z martwych wstał je. Jest to jednocześnie pierwszy polski zapis pieśni znaleziony w Graduale płockim z XIV wieku.
Podczas Soboru Trydenckiego w latach 1545–1563 ograniczono liczbę sekwencji do czterech i zakazano tropowania stałych części mszy (szczególnie Credo).